# 1-й избирательный округ штата Айдахо
1-й избирательный округ штата Айдахо — это избирательный округ Палаты представителей США, расположенный в Айдахо, который на данный момент представляет республиканец Расс Фулчер. 

## Недавние результаты выборов

### Выборы президента
| Год  | Выборы    | Результат                            |
| ---- | --------- | ------------------------------------ |
| 2000 | Президент | Джордж Уокер Буш (Р) 64.61% - 27.59% |
| 2004 | Президент | Джордж Уокер Буш (Р) 68.92% - 29.53% |
| 2008 | Президент | Джон Маккейн (Р) 60.69% - 35.22%     |
| 2012 | Президент | Митт Ромни (Р) 64.9% - 32.2%         |
| 2016 | Президент | Дональд Трамп (Р) 63.7% - 25.4%      |
| 2020 | Президент | Дональд Трамп (Р) 67.1% - 30.1%      |

### Региональные выборы
| Год  | Выборы               | Результат                         |
| ---- | -------------------- | --------------------------------- |
| 2016 | Сенатор              | Майк Крэйпо (Р) 68.9% - 25.3%     |
| 2018 | Губернатор           | Брэд Литтл (Р) 63.5% - 34.8%      |
| 2018 | Вице-губернатор      | Дженис Макгичин (Р) 63.9% - 36.1% |
| 2016 | Генеральный прокурор | Лоуренс Васден (Р) 68.7% - 31.3%  |
| 2020 | Сенатор              | Джим Риш (Р) 65.9% - 30.1%        |

## Список представителей округа
| Представитель                           | Партия          | Года                          | Конгресс                           | Электоральная история |
| --------------------------------------- | --------------- | ----------------------------- | ---------------------------------- | --- |
| Округ был сформирован 4 марта 1919 года |                 |                               |                                    | |
| Бёртон Френч (Москоу)                   | Республиканская | 4 марта 1919 — 3 марта 1933   | 66-й 67-й 68-й 69-й 70-й 71-й 72-й | Был переведен из многомандатного округа и переизбран в 1918. Также был переизбран в 1920, 1922, 1924, 1926, 1928 и 1930 годах. Проиграл в 1932 году. |
| Комптон Уайт (Кларк Форк)               | Демократическая | 4 марта 1933 — 3 января 1947  | 73-й 74-й 75-й 76-й 77-й 78-й 79-й | Был избран в 1932 году. Также был переизбран в 1934, 1936, 1938, 1940, 1942 и 1944 годах. Проиграл в 1946 году.                                      |
| Эйб Гофф (Москоу)                       | Республиканская | 3 января 1947 — 3 января 1949 | 80-й                               | Был избран в 1946 году. Проиграл в 1948 году. |
| Комптон Уайт (Кларк Форк)               | Демократическая | 3 января 1949 — 3 января 1951 | 81-й                               | Был избран в 1948 году. Ушел в отставку, чтобы участвовать в выборах на пост сенатора США.                                                           |
| Джон Вуд (Кер-д’Ален)                   | Республиканская | 3 января 1951 — 3 января 1953 | 82-й                               | Был избран в 1950 году. Проиграл в 1952 году. |
| Грейси Пфост (Нампа)                    | Демократическая | 3 января 1953 — 3 января 1963 | 83-й 84-й 85-й 86-й 87-й           | Была избрана в 1952 году. Также была переизбрана в 1954, 1956, 1958 и 1960 годах. Ушла в отставку, чтобы участвовать в выборах на пост сенатора США. |
| Комптон Уайт (младший) (Кларк Форк)     | Демократическая | 3 января 1963 — 3 января 1967 | 88-й 89-й                          | Был избран в 1962 году. Также был переизбран в 1964 году. Проиграл в 1966 году.                                                                      |
| Джим МакКлюр (Пайетт)                   | Республиканская | 3 января 1967 — 3 января 1973 | 90-й 91-й 92-й                     | Был избран в 1966 году. Также был переизбран в 1968 и 1970 годах. Ушел в отставку, чтобы участвовать в выборах на пост сенатора США.                 |
| Стив Симмс (Колдуэлл)                   | Республиканская | 3 января 1973 — 3 января 1981 | 93-й 94-й 95-й 96-й                | Был избран в 1972 году. Также был переизбран в 1974, 1976 и 1978 годах. Ушел в отставку, чтобы участвовать в выборах на пост сенатора США.           |
| Ларри Крейг (Бойсе)                     | Республиканская | 3 января 1981 — 3 января 1991 | 97-й 98-й 99-й 100-й 101-й         | Был избран в 1980 году. Также был переизбран в 1982, 1984, 1986 и 1988 годах. Ушел в отставку, чтобы участвовать в выборах на пост сенатора США.     |
| Ларри ЛаРокко (Кларк Форк)              | Демократическая | 3 января 1991 — 3 января 1995 | 102-й 103-й                        | Был избран в 1990 году. Также был переизбран в 1992 году. Проиграл в 1994 году.                                                                      |
| Хелен Ченовит-Хейдж (Бойсе)             | Республиканская | 3 января 1995 — 3 января 2001 | 104-й 105-й 106-й                  | Был избран в 1994 году. Также был переизбран в 1996 и 1998 годах. Ушел в отставку.                                                                   |
| Бутч Оттер (Стар)                       | Республиканская | 3 января 2001 — 3 января 2007 | 107-й 108-й 109-й                  | Был избран в 2000 году. Также был переизбран в 2002 и 2004 годах. Ушел в отставку, чтобы участвовать в выборах на пост губернатора Айдахо.           |
| Билл Сали (Куна)                        | Республиканская | 3 января 2007 — 3 января 2009 | 110-й                              | Был избран в 2006 году. Проиграл в 2008 году. |
| Уолт Минник (Бойсе)                     | Демократическая | 3 января 2009 — 3 января 2011 | 111-й                              | Был избран в 2008 году. Проиграл в 2010 году. |
| Рауль Лабрадор (Игл)                    | Республиканская | 3 января 2011 — 3 января 2019 | 112-й 113-й 114-й 115-й            | Был избран в 2010 году. Проиграл в 2012, 2014 и 2016 годах. Ушел в отставку, чтобы участвовать в выборах на пост губернатора Айдахо.                 |
| Расс Фулчер (Меридиан)                  | Республиканская | 3 января 2019 — н.в.          | 116-й 117-й 118-й                  | Был избран в 2018 году. Проиграл в 2020, 2022 годах.                                                                                                 |

## Исторические местоположения округов

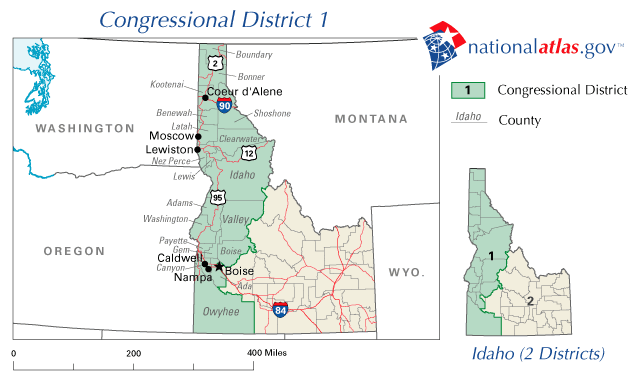
Округа с 2003 по 2013 год
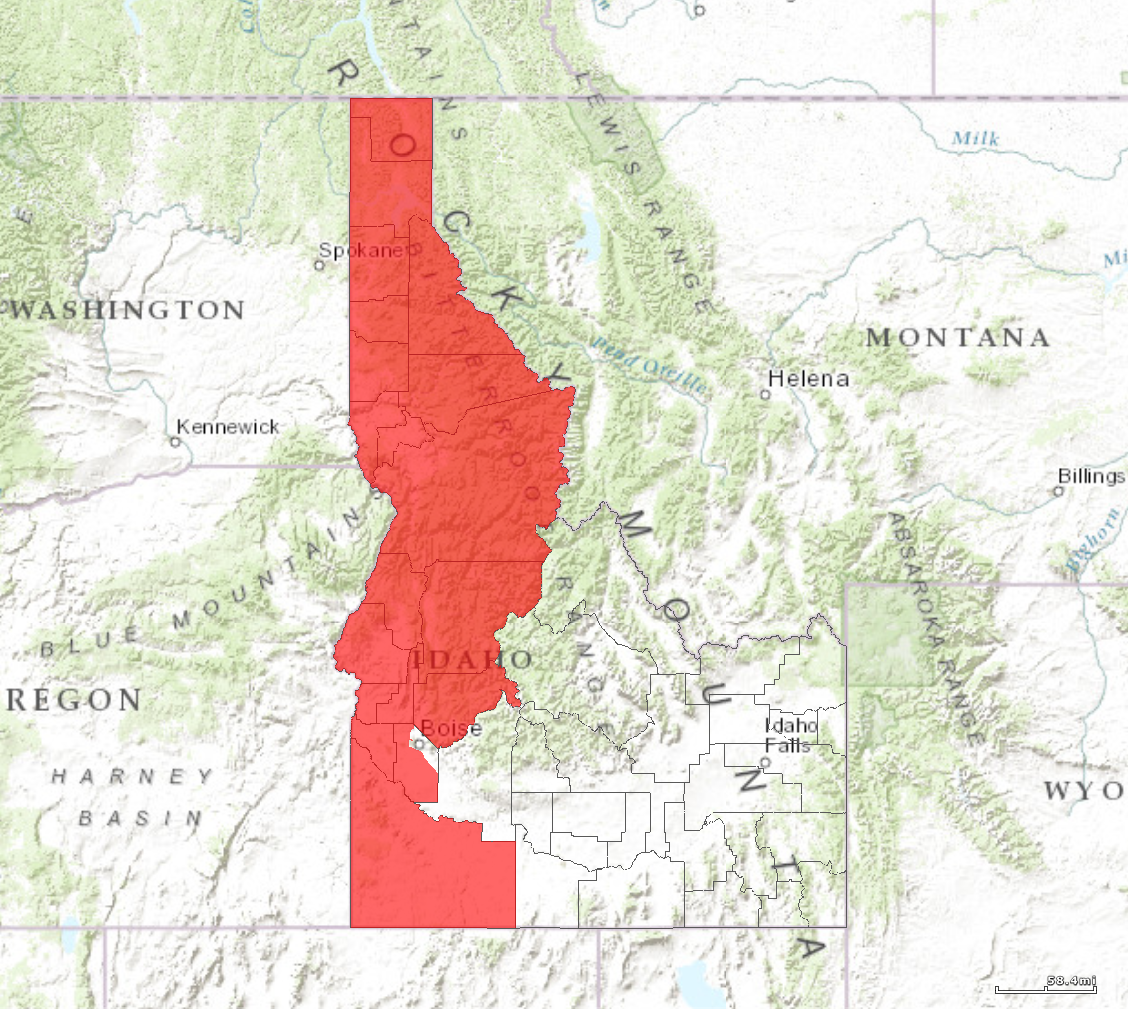
Округа с 2013 по 2023 год